# Danilo Kiš
Danilo Kiš (serbi: Данило Киш; 22 de febrer de 1935 – 15 d'octubre de 1989) va ser un novel·lista, contista, poeta i assagista iugoslau en serbocroat i membre de l'Acadèmia Sèrbia de Ciències i Arts. Kis va estar influït per Bruno Schulz, Vladimir Nabokov, Jorge Luis Borges, Ivo Andrić i Miroslav Krleža, entre d'altres, i la seva obra més coneguda és Una tomba per a Boris Davidovič.

## Biografia
Danilo Kiš va néixer a Subotica, un poble de l'antiga Iugoslàvia (avui a Sèrbia), prop d'Hongria, fill d'Eduard Kiš, un jueu hongarès que treballava com a inspector de ferrocarrils, i de Milica Kiš (de soltera, Dragićević), de Cetinje, a Montenegro. Més endavant es van traslladar a Novi Sad, a Vojvodina, una ciutat que va ser ocupada per l'exèrcit de l'Eix el 1941 durant la Segona Guerra Mundial. El 1942 les tropes hongareses hi van dur a terme una matança de serbis i jueus, entre els quals amics i coneguts de Kiš. Durant la guerra, a més a més, el futur escriptor va perdre el seu pare i altres familiars en diferents camps de concentració. Danilo, la seva mare i la seva germana gran, Danica, es van mudar a Kerkabarabas, Hongria, on residia la família paterna. Acabada la guerra van tornar a Iugoslàvia gràcies a l'ajuda de la Creu Roja i es van instal·lar a Cetinje, on Kiš va acabar els estudis secundaris el 1954.
Kiš va estudiar literatura a la Universitat de Belgrad, on es va graduar el 1958 en la primera promoció de literatura comparada de la Universitat. Va ser membre destacat de la revista Vidici, on va treballar fins al 1960. Va viatjar alguns cops a París, i va ser lector a la Universitat d'Estrasburg (1962-1964). El 1962 va publicar les seves dues primeres novel·les, Mansarda: satirična poema i Psalm 44, a l'editorial Kosmos. També va traduir alguns autors francesos al serbi, com Baudelaire, Verlaine, Lautréamont, Queneau); russos, com Anna Akhmàtova i Aleksandr Blok, i hongaresos. Els següents anys va seguir publicant, entre 1973 i 1976 va ser lector de serbocroat a la Universitat de Bordeus i, el 1979, després de la publicació d'Una tomba per a Boris Davidovic, que va provocar una gran polèmica tant política i ideològica com literària, va decidir instal·lar-se definitivament a França, on va ser professor a la Universidad de Lille.
Danilo Kiš va morir de càncer de pulmó a París el 15 d'octubre de 1989.

## Obra
- Mansarda: satirična poema, 1962 (novel·la)
- Psalm 44, 1962 (novel·la)
- Bašta, pepeo, 1965 (novel·la)
- Rani jadi: za decu i osetljive, 1970 (contes)
- Peščanik, 1972 (novel·la)
- Po-etika, 1972 (assaig)
- Po-etika, knjiga druga, 1974 (entrevistes)
- Grobnica za Borisa Davidoviča: sedam poglavlja jedne zajedničke povesti, 1976 (relats); traduït com a Una tomba per a Boris Davidovič per Simona Škrabec (Angle, 2003 i 2016)
- Čas anatomije, 1978 (assaig)
- Noć i magla, 1983
- Homo poeticus, 1983 (assaig)
- Enciklopedija mrtvih, 1983 (contes); traduït com a L'enciclopèdia dels morts per Simona Škrabec (Flâneur, 2021)
- Gorki talog iskustva, 1990 (entrevistes)
- Život, literatura, 1990 (assaig)
- Pesme i prepevi, 1992 (poesia)
- Lauta i ožiljci, 1994 (contes)
- Skladište, 1995
- Varia, 1995 (assaig i ficció)
- Pesme, Elektra, 1995 (poesia i una adaptació d'Electra)